# Eptinger
Eptinger ist ein Schweizer Mineralwasser, das dem Familienunternehmen Mineralquelle Eptingen AG gehört. Es ist eines der Mineralwasser der Schweiz mit einem sehr hohen Gehalt an Mineralien. Vor allem die Werte für die physiologisch wirksamen Elemente Calcium und Magnesium sind im Vergleich zu anderen Mineralwassern sehr ausgeprägt. Ähnlich hoch, wenn auch geringer, sind beispielsweise die Werte von Valser und Aproz. Eptinger hat aufgrund des kalkhaltigen Jura einen hohen Gehalt an diesen Mineralien und im Vergleich zu Valser und Aproz, die von den granithaltigen Alpen stammen, keinen nachweisbaren Uran-Gehalt. Für die Bewohner des Dorfes Eptingen ist das heimische Mineralwasser seit jeher gratis erhältlich.

## Geschichte
- 1900 liessen die Geschäftspartner Edmund Buchenhorner und Ernst Singer erstmals das Wasser aus der Quelle des Bads Eptingen abfüllen und als Eptinger Mineralwasser verkaufen.[2]

- Soldaten, die im Ersten Weltkrieg auf dem nahe an Eptingen gelegenen Berg Hauenstein stationiert sind, durften gratis Eptinger trinken. Nach dem Krieg trugen die heimgekehrten Soldaten dazu bei, dass das Baselbieter Mineralwasser auch ausserhalb der Region an Bekanntheit dazugewann.[3]

- 1947 kreierte der Basler Graphiker Herbert Leupin das Plakat mit dem Slogan «Trink lieber Eptinger», was einen Aufschrei unter den Wirten auslöste, da sie einen Rückgang des Alkoholkonsums und damit verbundenen finanzielle Verluste befürchteten.[4]

- Ein Erdrutsch am Edelweisshang in Eptingen zerstörte am 27. Juli 1969 das Lager- und Abfüllgebäude des Eptinger Mineralwassers.[5] Nach drei Tagen Unterbruch konnte die Mineralquelle Eptingen – dank einer Sonderbewilligung – in einem Provisorium erneut Mineralwasser abfüllen.[6]

- 1973 nahm das Unternehmen ein neues Produktionsgebäude auf der gegenüberliegenden Talseite in Betrieb.[7]

## Werbeplakate
1941 begann die langjährige Zusammenarbeit zwischen dem Basler Graphiker Herbert Leupin und der Mineralquelle Eptingen. Während der nächsten Jahrzehnte entstanden eine Vielzahl von Eptinger-Plakaten. Darunter elf, welche die Allgemeine Plakatgesellschaft 1991 zu den 50 schönsten Werbeplakaten der Schweiz prämiert hat.

## Inhaltsstoffe
In dem Mineralwasser sind von Natur aus die folgenden Stoffe enthalten. Die Liste enthält Angaben von 2024. Diese unterscheiden sich von den Angaben von 2017.
- Sulfat: 1352 mg/l
- Calcium: 475 mg/l
- Hydrogencarbonat: 280 mg/l
- Magnesium: 107 mg/l
- Natrium: 3,2 mg/l
- Chlorid: 4,4 mg/l
- Fluorid: 0,6 mg/l
- Nitrat: <0,1 mg/l
- Uran: <1 µg/l (unterhalb der Nachweisgrenze)

## Sorten
- Eptinger Rot mit Kohlensäure
- Eptinger Blau ohne Kohlensäure
- Eptinger Grün mit wenig Kohlensäure

## Auszeichnungen
In der im Mai 2016 vom K-Tipp veröffentlichte chemische Untersuchung der 20 meistverkauften Mineralwasser der Schweiz, erhielt das Eptinger Mineralwasser die Bestnote. Die Analyse fokussierte auf potentielle Verunreinigungen im Mineralwasser verursacht durch Arzneimittel, Pestizide und künstliche Süssstoffe. Ausserdem ergab die Analyse, wie hoch jeweils der Gehalt an giftigem Uran sowie den erwünschten Mineralien Kalzium und Magnesium ist.